# Måseskjeret
Måseskjeret est une île norvégienne du comté de Hordaland appartenant administrativement à Austrheim.

## Description
Rocheuse et désertique, elle s'étend sur environ 157 m de longueur pour une largeur approximative de 41 m. 